# Woodthorpe (Nottinghamshire)
Woodthorpe – osada w Anglii, w Nottinghamshire, w dystrykcie Gedling. Leży 4 km od miasta Nottingham i 178.7 km od Londynu. W 2011 miejscowość liczyła 6940 mieszkańców.